# 旧达亚
旧达亚（西班牙語：Daya Vieja，西班牙語發音：[ˈdaʝa ˈβjexa]）是西班牙巴伦西亚自治区阿利坎特省的一个市镇。总面积3km2，总人口226人（2001年），人口密度75人/km2。